# Florentino Galang Lavarias
Florentino Galang Lavarias (Santa Ines, Mabalacat, Pampanga, 14 de março de 1957) é um clérigo católico romano filipino, arcebispo de San Fernando desde 2014.

## Biografia
Lavarias frequentou o ensino fundamental e médio em Pampanga e depois ingressou na Holy Angel University, onde se formou em Administração de Empresas. Completou então seus estudos filosóficos e teológicos no seminário de San Carlos. Foi ordenado sacerdote em 26 de setembro de 1985 pela Arquidiocese de San Fernando, Pampanga.
Posteriormente desempenhou o seu ministério com os seguintes cargos: vice-pároco da Catedral de San Fernando (1985-1986); diretor espiritual do Seminário "Mãe do Bom Conselho" (1986-1989); diretor do Pré-Colégio Seminário Mãe do Bom Conselho (1989-1995); diretor do Departamento Universitário do Seminário Mãe do Bom Conselho (1995-1996); diretor do Comitê para a Formação dos Sacerdotes (1995-1997); pároco da Paróquia da Ascensão do Senhor em San Fernando (1996-1998); membro e depois Chefe de Gabinete da Renovação Intensiva Assistida da Conferência Episcopal (desde 1998).
Em 19 de junho de 2004, foi nomeado bispo ordinário da diocese de Iba. Foi ordenado bispo em 12 de agosto seguinte, pelo então Núncio Apostólico nas Filipinas, Dom Antonio Franco, na Catedral de San Fernando; os principais co-consagradores foram Paciano Basilio Aniceto, Arcebispo de San Fernando, e Gaudencio Borbon Rosales, Arcebispo de Manila.
Na Conferência Episcopal das Filipinas, Dom Lavarias foi presidente da Comissão Episcopal para o Clero.
Em 25 de julho de 2014, o Papa Francisco o nomeou Arcebispo Metropolitano de San Fernando.
Em 22 de julho de 2023, após a posse de Dom Ruperto Santos como Bispo de Antipolo, o Papa Francisco nomeou-o Administrador Apostólico da Diocese de Balanga em Bataan enquanto aguardava a posse do sucessor de Santos como Bispo de Balanga, o que ocorreu em 1 de março de 2025.